# Тоническое стихосложение
Тони́ческое стихосложе́ние, или акце́нтная систе́ма, — система стихосложения, основанная на равном числе ударных слогов в стихотворной строке, при этом число безударных слогов в строке более или менее свободно, например (Маяковский — образец дольника):
Дни́ - бы́к пе́г,
Ме́дленна ле́т арба́,
На́ш бо́г бе́г,
Се́рдце — на́ш бараба́н.
Примером тонического стиха являются былины.